# Ait-Ben-Haddou
Aït-Ben-Haddou (arabisk: آيت بن حدّو) er en befæstet by, eller ksar, i Marokko. Byen ligger i Ouarzazate-provinsen ved den gamle karavanerute mellem Sahara og Marrakech, som er et led i de transsahariske handelsruter. Den er kendt for sine smukke kasbaher. Kasbaherne, som er bygget af tegl eller ler, skades regelmæssigt i regntiden, så de fleste af byens indbyggere bor nu i moderne huse på den anden side af floden, men nogle familier bor stadig indenfor ksaren.
På grund af de godt bevarede bygninger og bystrukturen har Aït Ben-Haddou været et verdensarvsted siden 1987
Byen er en populær filmlocation, og flere kendte film er helt eller delvis indspillet her, blandt andre:
- Lawrence af Arabien (1962)
- Nilens Juvel (1985)
- Jesus (1979)
- The Living Daylights (1987)
- Jesu sidste fristelse (1988)
- The Sheltering Sky (1990)
- Kundun (1997)
- Mumien (1999)
- Gladiator (2000)
- Alexander (2004)

## Eksterne kilder og henvisninger
- Wikimedia Commons har flere filer relateret til Ait-Ben-Haddou
- Ksar of Ait-Ben-Haddou på UNESCOs websted